# Matija Orbanić
Matija Orbanić (Pola, 29 maggio 2000) è un calciatore croato, portiere dell'Erzurumspor FK.

## Carriera

### Club
Il 1º luglio 2025 viene acquistato a titolo definitivo dalla squadra turca dell'Erzurumspor FK.

## Statistiche

### Presenze e reti nei club
Statistiche aggiornate al 18 maggio 2025.
| Stagione               | Squadra                | Campionato             | Campionato | Campionato | Coppe nazionali | Coppe nazionali | Coppe nazionali | Coppe continentali | Coppe continentali | Coppe continentali | Altre coppe | Altre coppe | Altre coppe | Totale | Totale |
| Stagione               | Squadra                | Comp                   | Pres       | Reti       | Comp            | Pres            | Reti            | Comp               | Pres               | Reti               | Comp        | Pres        | Reti        | Pres   | Reti   |
| ---------------------- | ---------------------- | ---------------------- | ---------- | ---------- | --------------- | --------------- | --------------- | ------------------ | ------------------ | ------------------ | ----------- | ----------- | ----------- | ------ | ------ |
| 2018-2019              | Olimpia Lubiana        | 1. SNL                 | 0          | 0          | CS              | 0               | 0               | UCL+UEL            | -                  | -                  | -           | -           | -           | 0      | 0      |
| 2019-2020              | Olimpia Lubiana        | 1. SNL                 | 0          | 0          | CS              | 1               | -1              | UEL                | 0                  | 0                  | -           | -           | -           | 1      | -1     |
| Totale Olimpia Lubiana | Totale Olimpia Lubiana | Totale Olimpia Lubiana | 0          | 0          |                 | 1               | -1              |                    | 0                  | 0                  |             | -           | -           | 1      | -1     |
| 2020-2021              | Bravo                  | 1. SNL                 | 2          | -3         | CS              | 0               | 0               | -                  | -                  | -                  | -           | -           | -           | 2      | -3     |
| 2021-2022              | Bravo                  | 1. SNL                 | 12         | -12        | CS              | 2               | -5              | -                  | -                  | -                  | -           | -           | -           | 14     | -17    |
| 2022-2023              | Bravo                  | 1. SNL                 | 20         | -25        | CS              | 1               | 0               | -                  | -                  | -                  | -           | -           | -           | 21     | -25    |
| 2023-2024              | Bravo                  | 1. SNL                 | 36         | -42        | CS              | 0               | 0               | -                  | -                  | -                  | -           | -           | -           | 36     | -42    |
| 2024-2025              | Bravo                  | 1. SNL                 | 33         | -42        | CS              | 1               | -3              | UECL               | 4                  | -4                 | -           | -           | -           | 38     | -49    |
| Totale Bravo           | Totale Bravo           | Totale Bravo           | 103        | -124       |                 | 4               | -8              |                    | 4                  | -4                 |             | -           | -           | 111    | -136   |
| 2025-2026              | Erzurumspor FK         | 1L                     | 0          | 0          | CT              | 0               | 0               | -                  | -                  | -                  | -           | -           | -           | 0      | 0      |
| Totale carriera        | Totale carriera        | Totale carriera        | 103        | -124       |                 | 5               | -9              |                    | 4                  | -4                 |             | -           | -           | 112    | -137   |